# Heino (zanger)
Heino (pseudoniem van Heinz-Georg Kramm, Düsseldorf-Oberbilk, 13 december 1938) is een Duits schlagerzanger en zanger van Duitse volksliederen. Hij behoort samen met de Oostenrijker Udo Jürgens (1934-2014) tot de bekendste Duitstalige zangers.

## Biografie
Heinz-Georg Kramm is de zoon van een katholieke tandarts en diens evangelisch-lutherse echtgenote. Zijn vader sneuvelde in 1941 tijdens de Tweede Wereldoorlog, waarna hij met zijn moeder en zuster opgroeide in het oosten van Duitsland. Na zijn middelbare school werd hij opgeleid tot bakker en banketbakker en voetbalde hij bij SC Schwarz-Weiss 06 Düsseldorf. Vanaf 1955 zong hij op bruiloften en partijen; tien jaar later nam hij zijn eerste plaat op. 
Zijn stemgeluid wordt gekenmerkt door een donkere klank en een rollende tong-'R'. Zijn grootste hits variëren van zeemansliederen, marsmuziek en volkswalsen tot echte 'schlager'-krakers. Hij werd in 1966 bij het grote publiek bekend met het liedje Jenseits des Tales. In het midden van de jaren 70 had hij zijn grootste hits Blau blüht der Enzian en Die schwarze Barbara. 
In de jaren 80 polariseerde hij met twee politieke boodschappen: hij trad in Zuid-Afrika op tijdens het VN-embargo wegens het systeem van apartheid en hij nam een plaat op met volksliederen van het Duitse nationalisme, met onder meer het Wenn alle untreu werden, eigenlijk een bevrijdingslied uit de 19e eeuw, dat echter later als hymne door de SS misbruikt werd. Ook Jenseits des Tales is, hoewel Heino een gewijzigde tekstversie gebruikte, een omstreden lied. Het is namelijk oorspronkelijk een ballade van de hand van de dichter en latere nazi-sympathisant en antisemiet baron Börries von Münchhausen, uit ongeveer 1900.

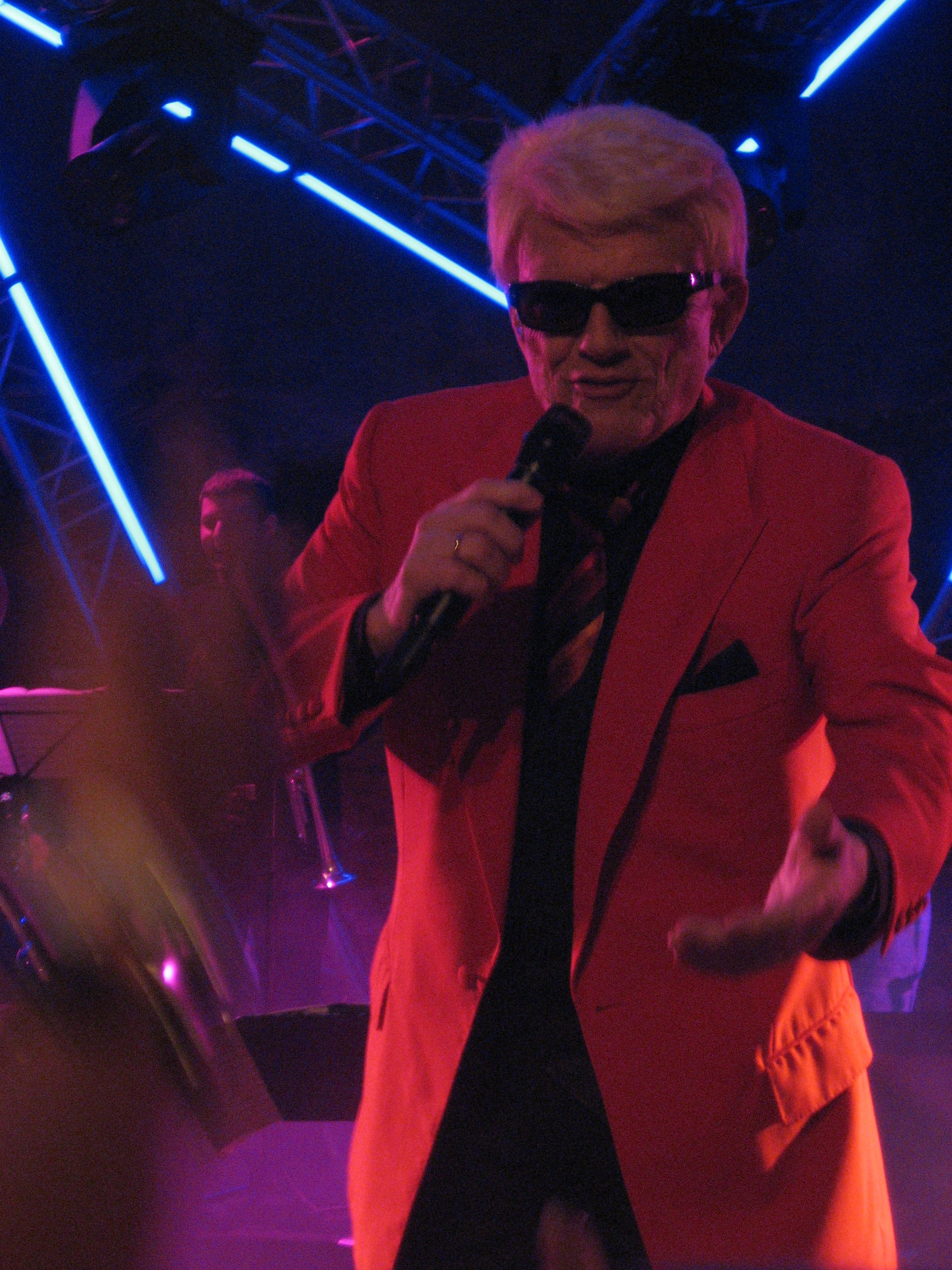
Heino in Sittard op 27 oktober 2009

Heino trad over de hele wereld op, onder andere ook in Las Vegas. Na 50 jaar had hij in Duitsland een afscheidstournee van 22 oktober tot 20 november 2005 om zijn lange carrière af te sluiten. Daarna ging hij echter niet op zijn lauweren rusten, maar begon hij in 2009 met een serie optredens waarin hij geestelijke liederen zong in kerken. Zijn bekende repertoire brengt hij trouwens ook nog ten gehore, bijvoorbeeld in 2009 tijdens het Oktoberfeest Sittard in Sittard, waar hij ook in 2010, 2011, 2014 en 2019 weer optrad. In juli 2009 trad hij samen met André Rieu op het Vrijthof in Maastricht op.
Zijn autobiografie meldt dat 59% van alle Duitsers zich als 'Heino-fan' zou betitelen. Maar ook buiten Duitsland genieten zijn hits bekendheid. Zo zijn er in China en Polen instituten waar de Duitse taal onderwezen wordt met behulp van zijn liedteksten.
Begin 2013 bracht Heino het album Mit freundlichen Grüßen uit, een collectie van 12 coverversies van bekende Duitstalige popnummers, waaronder liedjes van Die Ärzte, Peter Fox en Rammstein. Het is in Duitsland legaal om nummers te coveren, mits de tekst en melodie niet worden aangepast. Al vóór het uitbrengen van de plaat stond deze op nummer 1 bij de Duitse versie van de webwinkel Amazon.
In augustus 2013 betrad Heino als verrassingsact het podium van het metalfestival Wacken Open Air, waar hij samen met Rammstein het nummer Sonne bracht.
In maart 2018 maakte Heino bekend op het einde van het jaar afscheid te zullen nemen van de bühne. Hij werd op 13 december 80 jaar en dat vindt hij een goede leeftijd om afscheid te nemen.
Op 12 januari 2019 trad Heino - voor het eerst sinds zijn 80e verjaardag - toch weer op, meer bepaald in de Velodrom in Berlijn. Tijdens de show Schlagerchampions nam hij er de “Preis fürs Lebenswerk” in ontvangst. Ook trad hij in oktober van datzelfde jaar voor de vierde keer op bij het Oktoberfeest in Sittard.
In maart 2023 trad Heino voor het eerst op in het gelijknamige dorp Heino.

### Privé
- Heino trouwde voor de derde maal in 1979, met de Oostenrijkse schlagerzangeres Hannelore Auer die in 2023 op 81 jarige leeftijd overleed. Zijn in 1968 geboren buitenechtelijke dochter pleegde in 2003 zelfmoord. Zijn zoon werkte in Heino's café in Bad Münstereifel.
- Doordat Heino lijdt aan de ziekte van Graves-Basedow puilt zijn rechteroog uit (exophthalmus). Daarom draagt hij altijd een donkere zonnebril.

## Discografie
Zie ook Discografie van Heino

### Albums
| Album met eventuele hitnotering(en) in de Nederlandse Album Top 100 | Datum van verschijnen | Datum van binnenkomst | Hoogste positie | Aantal weken | Opmerkingen |
| ------------------------------------------------------------------- | --------------------- | --------------------- | --------------- | ------------ | ----------- |
| Deutsche Weihnachten und festliche Lieder                           |                       | 21-12-1974            | 23              | 3            |             |
| 20 jaar                                                             |                       | 3-1-1987              | 35              | 10           |             |

### Singles
| Single met eventuele hitnotering(en) in de Nederlandse Top 40 | Datum van verschijnen | Datum van binnenkomst | Hoogste positie | Aantal weken | Opmerkingen           |
| ------------------------------------------------------------- | --------------------- | --------------------- | --------------- | ------------ | --------------------- |
| Mohikana shalali                                              |                       | 28-8-1971             | 35              | 2            |                       |
| Blau blüht der Enzian                                         |                       | 17-2-1973             | tip             |              |                       |
| La Montanara                                                  |                       | 22-12-1973            | 7               | 10           | #7 in de Daverende 30 |
| Die schwarze Barbara                                          |                       | 5-7-1975              | 26              | 5            |                       |
| Wolken, wind en de zee                                        |                       | 24-4-1976             | tip             |              |                       |
| Der Enzian-Rap                                                |                       | 1988                  | tip             |              |                       |
| Du bist stärker als du glaubst                                |                       | 12-09-2008            | tip             |              |                       |

## Hits in Duitsland
- 1966 - Jenseits des tales
- 1969 - Karamba, Karacho, ein Whisky
- 1969 - Treue Bergvagabunden
- 1970 - Hey Capello
- 1971 - Mohikana Shalali
- 1972 - Irgendwann sind alle gleich
- 1972 - Karneval in Rio
- 1972 - La Montanara (das Lied der Berge)
- 1972 - Blau blüht der Enzian
- 1973 - Tampico
- 1975 - Die schwarze Barbara
- 1976 - Blume der Berge